# Tokachi (subprefectuur)

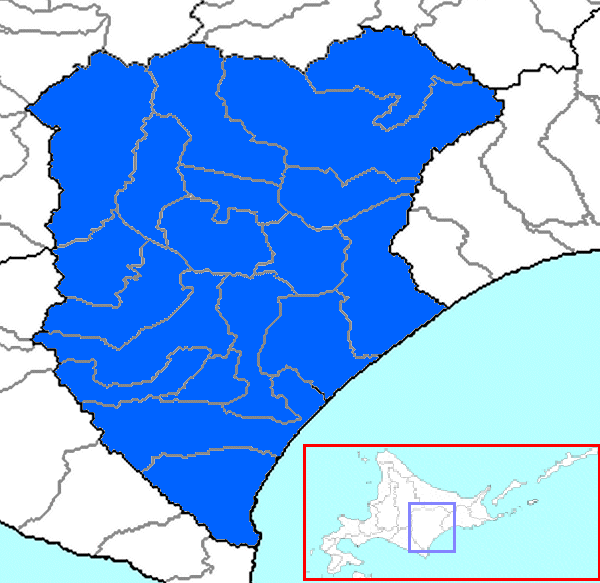
Kaart van de subprefectuur Tokachi.

 Tokachi  (Japans: 十勝支庁,  Tokachi-shichō) is een subprefectuur van de prefectuur Hokkaido, Japan. Tokachi heeft een oppervlakte van 10830,99 km² en een bevolking van ongeveer 358.653 inwoners (2006). De hoofdstad is Obihiro.

## Geschiedenis
De subprefectuur werd in november 1897 opgericht als de subprefectuur Kasai (河西支庁, Kasai-shichō). In augustus 1932 werd de subprefectuur hernoemd naar Tokachi , de naam van de voormalige provincie Tokachi die tussen 1869 en 1882 bestond. Op 20 oktober 1948 werd het district Ashoro van de subprefectuur Kushiro overgeheveld naar de subprefectuur Tokachi.

## Geografie
Tokachi wordt begrensd door de subprefecturen Hidaka , Kamikawa, Abashiri en Kushiro.
De administratieve onderverdeling is als volgt:

### Zelfstandige steden (市) shi
Er is 1 stad in de suprefectuur Tokachi:
- Obihiro (hoofdstad)

### Gemeenten (郡 gun)
De gemeenten van Tokachi, ingedeeld naar district:
| District | Gemeenten                                 |
| -------- | ----------------------------------------- |
| Kamikawa | Shintoku - Shimizu                        |
| Nakagawa | Makubetsu - Ikeda - Toyokoro - Honbetsu   |
| Katō     | Otofuke - Shihoro - Kamishihoro - Shikaoi |
| Kasai    | Memuro - Nakasatsunai - Sarabetsu         |
| Hiroo    | Taiki - Hiroo                             |
| Ashoro   | Ashoro - Rikubetsu                        |
| Tokachi  | Urahoro                                   |

## Vervoer
- Luchthaven Obihiro (帯広空港,  Obihiro Kūkō), een regionale luchthaven in de stad Obihiro.